# Windows Assessment and Deployment Kit
Windows Assessment and Deployment Kit, známý také jako Windows ADK, nebo WADK, je základní sadou nástrojů společnosti Microsoft pro nasazení klientských a serverových operačních systémů Microsoft Windows.
Nástroje sady Windows ADK slouží pro přizpůsobení operačního systému Windows a jeho automatizované distribuci v cílovém prostředí.
Tato sada je určena pro IT profesionály (správce sítí) a OEM výrobce. Sada WADK sjednocuje původně samostatné balíčky OEM Preinstallation Kit (OPK) pro OEM výrobce a Windows Automated Installation Kit (AIK) pro IT profesionály a je určena pro operační systémy Windows 8 a Windows Server 2012.

## Součásti sady Windows Assessment and Deployment Kit
Součásti sady Windows Assessment and Deployment Kit for Windows 8.1 Preview:
- Application Compatibility Toolkit (ACT)
- Deployment Tools
- Windows Preinstallation Environment (Windows PE)
- User State Migration Tool (USMT)
- Volume Activation Management Tool (VAMT)
- Windows Performance Toolkit (WPT)
- Windows Assessment Toolkit
- Windows Assessment Services

## Historie

### Windows Deployment Tools (DEPLOY.CAB)
Počátky nástrojů pro automatizaci nasazení systémů Windows, začínaly sadou Windows Deployment Tools, známou spíše jako DEPLOY.CAB, protože se nacházela na každém instalačním médiu Windows. Pro každý operační systém existovala samostatná sada Windows Deployment Tools, která byla aktualizována vždy současně se servisním balíčkem pro daný operační systém. Na rozdíl od WAIK, OPK nebo WADK se v tomto případě jednalo jen o sadu dokumentace.
Windows Deployment Tools obsahoval:
- Nástroj System Preparation tool (sysprep, nebyl do Windows Vista součástí systému).
- Nástroj Setup Manager pro generování odpovědního souboru unattended.txt.
- Dokumenty Microsoft Windows Corporate Deployment Tools User's Guide a Microsoft Windows Preinstallation Reference ve formátu kompilované HTML nápovědy (soubor CHM).

Poslední verze sady Windows Deployment Tools:
- Windows XP Service Pack 3 Deployment Tools
- Windows Server 2003 Service Pack 2 Deployment Tools

Sada Windows Deployment Tools se nachází na každém instalačním médiu Windows v následujícím umístění SUPPORT\TOOLS\DEPLOY.CAB

### OEM Preinstallation Kit (OPK)
Komplexnější sadu dokumentů a nástrojů poskytovala společnost Microsoft svým partnerům v podobě sady nástrojů pro předinstalaci systémů Windows – OEM Preinstallation Kit (OPK). Jednalo se o rozsáhlejší sadu s nástroji, příklady, příručkami a doporučenými postupy pro hromadné nasazení systému Windows. Tyto sady byly primárně určeny pro OEM výrobce.
Pro každý operační systém Microsoft vydal samostatnou sadu OPK:
- Windows XP
- Windows Vista
- Windows 7
- Windows Server 2003
- Windows Server 2008
- Windows Server 2008 R2

### Windows Automated Installation Kit (AIK)
Počínaje systémy Windows Vista a Windows Server 2008 začal Microsoft vydávat sadu Windows Automated Installation Kit (AIK).
- WAIK verze 1.0 pro Windows Vista a Windows Server 2008
- WAIK verze 3.0 pro Windows 7 a Windows Server 2008 R2

### Windows Assessment and Deployment Kit (Windows ADK)
S vydáním Windows 8 a Windows Server 2012, byla sada Windows Automated Installation Kit přejmenována na Windows Assessment and Deployment Kit.
- Windows Assessment and Deployment Kit for Windows 8
- Windows Assessment and Deployment Kit for Windows Server 2012 Essentials
- Windows Assessment and Deployment Kit for Windows 8.1 Preview